# NGC 3949
NGC 3949 es una galaxia espiral que se encuentra a unos 50 millones de años luz de distancia en la constelación de la Osa Mayor.
Esta galaxia es muy similar a la Vía Láctea. Como nuestra propia galaxia, posee un disco azulado de estrellas jóvenes, salpicado de áreas de formación estelar. Por el contrario, la protuberancia central está formada mayoritariamente por estrellas más viejas de color más rojizo.
NGC 3949 forma parte de un gran grupo de galaxias, Grupo NGC 4051, que puede contener más de 50 galaxias.
Una supernova de tipo II se ha identificado en esta galaxia: SN 2000db.
Fue descubierta el 5 de febrero de 1788 por el astrónomo William Herschel.